# James Grogan
James Grogan, né le 7 décembre 1931 et décédé le 2 juillet 2000, était un ancien patineur artistique américain. Barré par  Dick Button puis par Hayes Alan Jenkins, il n'a jamais remporté de titre majeur, devant se contenter de médailles d'argent et de bronze.

## Palmarès
| Compétition                     | 1947 | 1948 | 1949 | 1950 | 1951 | 1952 | 1953 | 1954 |
| Jeux olympiques d'hiver         |      | 6e   |      |      |      | 3e   |      |      |
| Championnats du monde           |      | 5e   | 4e   | F    | 2e   | 2e   | 2e   | 2e   |
| Championnats d'Amérique du Nord | 2e   |      | 2e   |      | 2e   |      | F    |      |
| Championnats des États-Unis     | 3e   | 2e   | 2e   | F    | 2e   | 2e   | F    | F    |
| Légende : F = Forfait           |      |      |      |      |      |      |      |      |